# Harry Gareis
Harry Gareis (* 26. November 1928 in Graz-Waltendorf) ist ein österreichischer Jurist, Eiskunstläufer, Tennisspieler und Weinbauer.

## Leben und Wirken
Harry Gareis war als Eiskunstläufer, Tennisspieler und Skifahrer ein begeisterter Sportler. Seine Eiskunstlauf-Karriere begann, als er mit seiner Eiskunstlaufpartnerin Elli Staerck bei den steirischen Gaumeisterschaften im Eiskunstlaufen in Graz am 17. Jänner 1943 im Paarlauf Zweiter wurde und am 20. Februar 1944 mit ihr die Paarmeisterschaften gewann. Er gewann zusammen mit Elli Staerck von 1948 bis 1951 mehrere Medaillen im Paarlauf der Österreichischen Eiskunstlaufmeisterschaften und trat mit ihr international in Eistanzshows auf. Im Paarlauf belegte er 1950 zusammen mit Elli Staerck den sechsten Platz bei den Eiskunstlauf-Weltmeisterschaften und den vierten bei den Europameisterschaften.
Er war auch jahrelang Mitglied der GAK-Staatsligamannschaft im Tennis. Vor 1945 war er Mitglied der GAK-Eiskunstlaufsektion, die nach dem Zweiten Weltkrieg nicht mehr eingerichtet wurde.
Ab 1. August 1955 arbeitete bei den Veitscher Magnesitwerken. Anfangs war er Länderreferent für die Länder Italien, Griechenland, Indien, Pakistan und Ceylon. Am 16. Februar 1962 zog er nach Istanbul, wo er Leiter der neugegründeten türkischen Tochtergesellschaft Magnesit Anonim Şirketi wurde. 1990 trat er als Generaldirektor zurück war aber noch weitere fünf Jahre als Verwaltungsratsvorsitzender der Aktiengesellschaft tätig. Danach setzte er sich auf der türkischen Insel Bozcaada zur Ruhe, wo er und seine Frau als Weinbauer mit Garnay- und Cabernet-Sauvignon-Reben internationale Anerkennung erzielten.
Harry Gareis heiratete am 6. September 1958 Ingrid und bekam mit ihr einen Sohn Oliver (* 15. Jänner 1964 in Istanbul).

## Ergebnisse

### Paarlauf
(mit Elli Staerck)
| Wettbewerb / Jahr               | 1948 | 1949 | 1950 | 1951 |
| ------------------------------- | ---- | ---- | ---- | ---- |
| Weltmeisterschaften             |      |      | 6.   |      |
| Europameisterschaften           |      | 8.   | 4.   |      |
| Österreichische Meisterschaften | 3.   | 2.   | 2.   | 1.   |